# Jordaan
 For alternative betydninger, se Jordan (flertydig). (Se også artikler, som begynder med Jordan)
Jordaan er et distrikt i byen Amsterdam i Holland.

## Historie til anden verdenskrig
Bygningen af Jordaan begyndte i 1612 for at huse arbejderklassen. Gaderne og kanalerne blev bygget ifølge gamle grøfter og stier. I det 19. århundrede blev seks af Jordaans kanaler fyldt inklusiv Rozengracht, der nu er den primære færdselsåre i området. Sporvognslinierne 13, 14 og 17 løber på denne gade.
Den mest almindelige teori om navnets oprindelse er at det er udledt af det franske ord jardin, der betyder have. De fleste gader og kanaler i Jordaan er opkaldt efter træer og blomster. En anden teori er at Prinsengrachtkanalen engang havde tilnavnet Jordaan (det hollandske navn for floden Jordan), og at området på den anden side af kanalen ligeledes kom til at hedde dette.
Området var traditionelt en bastion for venstrefløjssympatisører. Der var store uroligheder i 1835, 1886, 1917 og 1934. Februarstrejken i 1941 startede med møder på Noordermarkt pladsen.

## Nu
Jordaan er nu et af de dyreste områder i Holland. Området er blevet "yuppieficeret" og mange af de oprindelige indbyggere er flyttet ud af byen til billigere områder, primært til Almere og Purmerend.
Jordaan er hjemsted for mange kunstgallerier, især med moderne kunst. Spredt over hele området er der ligeledes mange specialitetsforretninger og restauranter og der holdes markedes jøvnligt på Noordermarkt, Westerstraat (Lapjesmarkt tøjmarkedet) og Lindengracht.
Jordaan havde en livlig musikscene i et 20. århundrede. Flere af de mest populære musikere har mindestatuer, inklusiv sangeren Johnny Jordaan, der har en mindestatue på hjørnet Prinsengracht og Elandsgracht. Jordaanfestival, der fejrer områdets musiske tradition holdes årligt.
Jordaan har en høj koncentration af hofjes (baggårde), mange af dem med restaurerede huse og fredfyldte haver. Disse baggårde blev bygget af rige mennesker til ældre kvinder som en form for velgørenhed. I 1970'erne var de fleste, som resten af området, i en meget dårlig forfatning. Efter de er blevet restaureret blev de beboet af primært kunstnere, studerende og enkelte ældre mennesker.
Anne Franks hus, hvor Anne Frank skjulte sig under 2. verdenskrig, ligger på kanten af Jordaan på Prinsengrachtkanalen. Rembrandt tilbragte de sidste år af sit liv i Jordaan på Rozengrachtkanalen. Han blev begravet i Westerkerkkirken, på hjørnet af Rozengracht og Prinsengracht.

## Eksterne links
- Jordaan WEB (Baggårde og stentavler i Jordaan)
- start Amsterdam (virtuelt besøg i Jordaan)
- Jordaan information "gør" og "gør ikke"
- Jordaan INFO (Hollandsk)

52°22′45″N 4°52′49″Ø / 52.37917°N 4.88028°Ø